# Barbat (comandant de cavalleria)
Barbat (en llatí: Barbatus; m. 536) va ser un oficial de l'exèrcit romà d'Orient del segle VI de possible origen traci. Figura, l'any 533, entre els comandants de cavalleria enviats per Belisari en l'expedició contra el Regne Vàndal; juntament amb Rufí, Aigan i Papus. A la batalla de Tricamàrum, lluirada el desembre del mateix any, va comandar part de la cavalleria de l'ala dreta. A l'estiu del 536, va liderar la força de cavalleria regular a la Numídia. Va marxar sota Marcel contra el rebel Estotzes a Gadiaufala. El seu exèrcit es va passar al bàndol d'Estotzes, i els oficials romans van buscar refugi a una església local, a la qual es va presentar Estotzes prometent perdonar-los. Un cop es van rendir foren executats.